# NGC 5734
NGC 5734 је лентикуларна галаксија у сазвежђу Вага која се налази на NGC листи објеката дубоког неба.
Деклинација објекта је - 20° 52' 13" а ректасцензија 14h 45m 9,1s. Привидна величина (магнитуда) објекта NGC 5734 износи 12,8 а фотографска магнитуда 13,8. NGC 5734 је још познат и под ознакама ESO 580-16, MCG -3-38-3, IRAS 14423-2039, PGC 52678.